# Samuel Croxall
Pour les articles homonymes, voir Croxall.
Samuel Croxall (1688/9 - 1752) est un prêtre anglican, poète et traducteur britannique, particulièrement connu pour son édition des Fables d'Ésope.

## Biographie
Samuel Croxall naît en 1688 ou 1689 à Walton-on-Thames où il est baptisé le 4 février 1689. Il est le fils de Samuel Croxall (1655/6-1730), recteur anglican de Hansworth et curé de la paroisse de Walton, et d'Elizabeth née Humfrey. Il fait ses études secondaires de 1701 à 1707 à Eton, où il obtient une bourse en 1702, puis il est « sizar » (c'est-à-dire boursier) à St John's College, de Cambridge, Il obtient un BA en 1711, un MA en 1717 et un doctorat en divinité (DD) en 1728. Il est ordonné dans le diocèse de Londres en 1712, nommé recteur à Bradenham dans le Norfolk en 1713, puis chapelain ordinaire à Hampton Court en 1715. Il succède à son père à Walton-on-Thames en 1716 et conserve le bénéfice de la charge jusqu'à sa mort. Les premières publications de Crowall sont deux satires anti-tory, en 1713 et 1714, et une ode pour saluer l'accès au trône de George Ier, éditées sous un pseudonyme. Plusieurs autres éloges suivent, destinés au duc d'Argyll vainqueur à Sheriffmuir ou au comte de Halifax. Son premier sermon publié en 1715 est un plaidoyer whig pour la modération dans les querelles religieuses, Incendiaries No Christians.
En 1717, Croxall épouse Philippa Proger, qui avait hérité des terres de son père dans le Brecknockshire, y compris la maison familiale de Gwern Vale. Pendant son séjour prolongé à Londres, il évolue dans le cercle du Kit-Cat Club, où se retrouvent des hommes politiques et écrivains whigs. L'un de leurs projets littéraires était la traduction du latin des Métamorphoses d'Ovide, sous la direction de Samuel Garth avec John Dryden, Joseph Addison, Arthur Mainwaring, Nicholas Rowe, John Gay et Laurence Eusden. Samuel Croxall quant à lui traduit le sixième livre, trois histoires du huitième livre, une histoire du dixième (la fable de Cyparisse), sept du onzième et une du treizième (les funérailles de Memnon).
Croxall s'engage dans diverses activités éditoriales. En 1720, il édite A Select Collection of Novels written by the most celebrated authors in several languages en  quatre volumes dans lequel figurent des œuvres de Madame de La Fayette, Cervantes, Machiavel, l'abbé de Saint-Réal et Scarron. Il publie six nouveaux volumes contenant neuf œuvres en 1722. Son édition, en 1722, des Fables d'Ésope dans une version accessible et illustrée lui apporte une certaine notoriété, et le volume est constamment réédité jusque dans la seconde moitié du XIXe siècle.

## The Fair Circassian

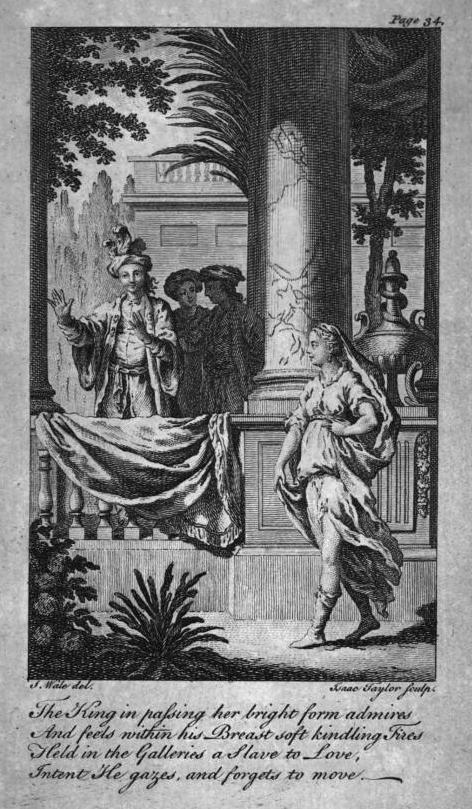
Illustration d'Isaac Taylor pour The Fair Circassian, 1765.

Des extraits des premier et deuxième livres de Fastes d'Ovide sont inclus dans le recueil de poèmes The Fair Circassian :
He rose and silent as the steps of death,

On tiptoe stealing, held his breath:

Till he had crept within the blissful bow'r

That gave his utmost wishes to his pow'r.

The neighb'ring turf with tender care he prest;

Still lay the nymph, o'erwhelmed in downy rest:

O'erjoyed the god her vesture upward drew

And to the goal with furious vigour flew.

The nymph awaken'd, strove with all her might

To stop the eager dotard's fond delight,

And, rolling sideways from his hot embrace,

Scream'd out and fill'd with loud alarms the place.

The silver moon, just breaking from a cloud,

Show'd where the god in strange confusion stood,

Too well provided for the feats of love

And quite expos'd to all the laughing grove.
— Samuel Croxall, The Fair Circassian
The Fair Circassian: a dramatic performance est publié pour la première fois en 1720. Adaptation du Cantique de Salomon, il est composé de huit courtes sections écrites en distiques dans lesquelles le roi Salomon et une esclave imaginaire du nom de Saphira s'engagent dans un dialogue amoureux. Cette publication provoque des critiques outragées, notamment du pasteur presbytérien écossais James Craig en 1751 :
Curss'd be he that the Circassian wrote,

Perish his fame, contempt be all his lot,

Who basely durst in execrable strains,

Turn holy mysteries into impious scenes.
— James Craig
Connaissant les risques auxquels l'exposait sa production poétique, Croxall prenait soin de dissimuler sa paternité à la fois en utilisant des pseudonymes et en fournissant de fausses informations sur l'origine de l'œuvre. Ainsi, The Fair Circassian est censée être l'œuvre de « A Gentleman Commoner of Oxford », mort d'amour pour une demoiselle d'honneur de la reine.

## Fin de vie
Samuel Croxall s'attaque à Walpole dans un sermon prêché à la Chambre des communes le 30 janvier 1730, et est menacé de perdre son poste de chapelain, mais il est protégé par l'intervention de la cour du roi George Ier. Son amitié avec l'évêque de Hereford lui permet d'obtenir plusieurs prébendes, notamment à Hinton en août 1727, puis à Moreton Magna en 1730 à Bromyard en 1739, il est nommé trésorier de la cathédrale d'Herford en 1731-1732, puis chancelier d'avril 1738 jusqu'à sa mort et chanoine résident en 1740 à Hereford, où il réside habituellement. Il écrit son dernier livre, Scripture Politics, un traité en prose sur l'organisation politique et sociale des anciens hébreux, en 1735. Il prêche son dernier sermon, édité sous le titre Antiquity, Dignity, and Advantages of Music, à la cathédrale de Hereford le 2 septembre 1741. Il meurt le 13 février 1752 et est enterré dans le transept nord de la cathédrale, mais sa pierre tombale est perdue. Sa bibliothèque est vendue en 1756. 
Une édition posthume de The Fair Circassian paraît en 1765.